# Sœurs réparatrices du Sacré Cœur
Ne doit pas être confondu avec Servantes réparatrices du Sacré-Cœur de Jésus.
Les Sœurs réparatrices du Sacré-Cœur (en latin : Congregatio Sororum Reparatricum a SS. Corde) est une congrégation religieuse féminine enseignante et hospitalière de droit pontifical.

## Histoire
La congrégation est fondée le 24 octobre 1875 à Naples par Isabelle de Rosis (1842-1911) avec l'approbation de l'archevêque de Naples Sisto Riario Sforza. En 1884, les religieuses viennent en aide aux malades lors de la cinquième pandémie de choléra mais nombre d'entre elles sont également infectées et la communauté risque de disparaître.
L'institut reçoit le décret de louange le 12 juillet 1906 et ses constitutions sont définitivement approuvées par le Saint-Siège le 30 juillet 1929.

## Activités et diffusion
Les sœurs se dédient à l'enseignement, au soin des orphelins et des personnes âgées et aux exercices spirituels pour les femmes.
Elles sont présentes en:
- Europe : Italie.
- Amérique : Venezuela.
- Asie : Inde, Philippines.

La maison-mère est à Rome.
En 2014, la congrégation comptait 421 sœurs dans 56 maisons.